# Мельтойер (коммуна)
Мельтойер (нем. Mehltheuer) — бывшая коммуна в немецкой федеральной земле Саксония. С 1 января 2011 года входит в состав общины Розенбах (Фогтланд).
Подчиняется земельной дирекции Кемниц. Входит в состав района Фогтланд. На 31 декабря 2010 года население составляло 1478 человек. Занимает площадь 22,09 км². Официальный код — 14 1 78 350.
Коммуна подразделялась на 6 сельских округов.